# Jeroen Veldmate
Jeroen Veldmate (Groningen, 8 november 1988) is een Nederlands voormalig voetballer die bij voorkeur als centrale verdediger speelde. Hij speel voor verschillende Nederlandse clubs, waaronder meer dan tachtig wedstrijden voor Go Ahead Eagles en meer dan negentig voor FC Emmen.

## Carrière

### FC Groningen
Veldmate speelde in zijn jeugd bij Be Quick 1887 in Groningen. Daarna doorliep hij de jeugdopleiding van FC Groningen. Veldmate debuteerde in het seizoen 2007/2008 in het eerste van FC Groningen. Hij maakte zijn debuut op 28 oktober 2007 in het Goffertstadion in Nijmegen in de wedstrijd N.E.C. tegen FC Groningen. Hij mocht in de 79e minuut invallen voor Koen van de Laak. 
Door FC Groningen werd Veldmate in het seizoen 2009/2010 verhuurd aan Helmond Sport, waar hij 31 wedstrijden speelde dat seizoen. Ook scoorde hij zijn eerste drie doelpunten in het betaalde voetbal. Na afloop van het dit seizoen keerde hij terug naar FC Groningen, maar ook het seizoen erop was hij slechts sporadisch invaller. In drie wedstrijden kwam hij tot slechts twaalf wedstrijden. 

### Sparta Rotterdam
Op 31 mei 2011 werd bekendgemaakt dat hij samen met zijn broer Mark Veldmate naar Sparta Rotterdam vertrok. Hij tekende er een contract voor twee jaar met een speciale clausule; FC Groningen kon hem na één jaar transfervrij terughalen. Hij maakte op 7 augustus zijn debuut voor Sparta in de 1-0 overwinning op Fortuna Sittard. Op 30 september maakte hij zijn eerste doelpunt voor Sparta. In de tweede seizoenshelft was hij de vaste aanvoerder van Sparta. In zijn enige seizoen in Rotterdam speelde hij 36 wedstrijden en maakte hij zes goals.

### Heracles Almelo
Na één seizoen bij Sparta Rotterdam vertrok Veldmate voor het seizoen 2012/2013 naar Heracles Almelo. Hij maakte op 11 augustus tegen VVV-Venlo (1-1) zijn debuut voor Heracles. Veldmate miste echter het grootste deel van de eerste seizoenshelft door een voetblessure. Hij speelde daardoor slechts drie wedstrijden dat seizoen. In zijn eerste negen wedstrijden in het daaropvolgende seizoen speelde hij slechts één wedstrijd als invaller mee. Maar op 20 oktober speelde hij negentig minuten tegen N.E.C. (1-1) en vanaf dat moment was hij altijd basisspeler, mits hij fit was. Op 22 februari 2014 scoorde Veldmate zijn eerste goal voor Heracles, in het 1-1 gelijkspel tegen PEC Zwolle. In drie seizoenen bij Heracles kwam Veldmate tot 49 wedstrijden en drie goals.

### Viborg FF
In de zomer van 2015 tekende Veldmate in Denemarken voor Viborg FF. Op 18 juli maakte hij zijn debuut voor Viborg. Op 8 augustus maakte hij zijn eerste en enige doelpunt voor de Deense club. De tweede seizoenshelft miste hij in zijn volledigheid door verschillende blessures. In de tweede speelronde van het volgende seizoen maakte hij zijn rentree en ook in de drie wedstrijden daarna speelde hij negentig minuten. Daarna verdween Veldmate echter uit de wedstrijdselecties. In de winter van 2017 werd dan ook zijn contract na anderhalf jaar en slechts dertien wedstrijden ontbonden.

### FC Emmen
In de zomer van 2017 tekende Veldmate een eenjarig contract bij FC Emmen. Op 18 augustus maakte hij tegen RKC Waalwijk (2-0 overwinning) zijn debuut voor FC Emmen. 0p 3 november was hij eenmalig aanvoerder bij afwezigheid van keeper Dennis Telgenkamp en op 24 november maakte hij tegen FC Volendam (3-2 winst) zijn eerste doelpunt voor de Drenten. Via de play-offs promoveerde Emmen dat seizoen voor het eerst naar de Eredivisie. Veldmate ging echter niet mee naar de Eredivisie: hij verlengde zijn contract ondanks 36 wedstrijden en drie goals dat seizoen niet.

### Go Ahead Eagles
In de zomer van 2018 verhuisde hij naar Go Ahead Eagles. Daar was hij dat seizoen aanvoerder en mét de aanvoerdersband maakte hij op 17 augustus zijn debuut voor Go Ahead tegen Jong FC Utrecht (5-0 winst). Op 5 oktober maakte hij tegen Sparta Rotterdam zijn eerste goal voor de Deventenaren. Op 11 oktober 2019 scoorde hij tweemaal tegen Jong FC Utrecht (4-2 winst) en vier dagen later deed hij dat in het doelpuntenspektakel tegen N.E.C. (4-4) opnieuw. Hij kon via de play-offs voor de tweede keer achter elkaar promoveren, maar dat ging op spectaculaire wijze mis. Na een 0-0 tegen RKC in Waalwijk werd het 4-5 voor RKC in de return. Veldmate scoorde dat duel de 1-2 en zag ploeggenoot Pieter Langedijk in de 89'ste minuut de 4-3 voor Go Ahead maken. In de 95'ste en 98'ste minuut scoorde RKC echter tweemaal om alsnog te promoveren. Dat seizoen scoorde Veldmate negen doelpunten in 39 wedstrijden, zijn hoogste aantal in één seizoen ooit. 
In het seizoen 2020/21 promoveerde Veldmate alsnog met Go Ahead naar de Eredivisie. Hoewel Go Ahead het hele seizoen niet bij de bovenste twee ploegen behoorde, profiteerde het op de allerlaatste speelronde van puntverlies van De Graafschap en eindigde het als tweede, wat directe promotie betekende. Met 25 tegengoals maakte Veldmate deel uit van de minst gepasseerde verdediging van de competitie. Opnieuw moest Veldmate na een promotie afscheid nemen van zijn team, waar hij in drie jaar 92 wedstrijden voor speelde en 18 goals voor scoorde.

### Terug bij FC Emmen
Het juist gedegradeerde Emmen bood Veldmate in de zomer van 2021 een contract voor één jaar aan, met de ambitie om binnen een jaar weer terug te keren in de Eredivisie. Ook hier werd hij direct aanvoerder. Hij miste dat seizoen slechts één wedstrijd door griep en werd kampioen met Emmen. Zijn aflopende contract werd verlengd en dus kon hij na zijn derde promotie vijf jaar voor het eerst mee naar de Eredivisie. 

## Clubstatistieken
| Seizoen | Club             | Competitie     | Competitie | Competitie | Beker | Beker | Internationaal | Internationaal | Overig | Overig | Totaal | Totaal |
| Seizoen | Club             | Competitie     | Wed.       | Dlp.       | Wed.  | Dlp.  | Wed.           | Dlp.           | Wed.   | Dlp.   | Wed.   | Dlp.   |
| ------- | ---------------- | -------------- | ---------- | ---------- | ----- | ----- | -------------- | -------------- | ------ | ------ | ------ | ------ |
| 2007/08 | FC Groningen     | Eredivisie     | 4          | 0          | 0     | 0     | 0              | 0              | 2      | 0      | 6      | 0      |
| 2008/09 | FC Groningen     | Eredivisie     | 3          | 0          | 0     | 0     | 0              | 0              | 0      | 0      | 3      | 0      |
| 2009/10 | → Helmond Sport  | Jupiler League | 29         | 3          | 2     | 0     | 0              | 0              | 0      | 0      | 31     | 3      |
| 2010/11 | FC Groningen     | Eredivisie     | 5          | 0          | 0     | 0     | 0              | 0              | 2      | 0      | 7      | 0      |
| 2011/12 | Sparta Rotterdam | Jupiler League | 32         | 6          | 2     | 0     | 0              | 0              | 2      | 0      | 36     | 6      |
| 2012/13 | Heracles Almelo  | Eredivisie     | 3          | 0          | 0     | 0     | 0              | 0              | 0      | 0      | 3      | 0      |
| 2013/14 | Heracles Almelo  | Eredivisie     | 19         | 1          | 3     | 0     | 0              | 0              | 0      | 0      | 22     | 1      |
| 2014/15 | Heracles Almelo  | Eredivisie     | 21         | 2          | 3     | 0     | 0              | 0              | 0      | 0      | 24     | 2      |
| 2015/16 | Viborg FF        | Superligaen    | 9          | 1          | 0     | 0     | 0              | 0              | 0      | 0      | 9      | 1      |
| 2016/17 | Viborg FF        | Superligaen    | 4          | 0          | 1     | 0     | 0              | 0              | 0      | 0      | 5      | 0      |
| 2017/18 | FC Emmen         | Eerste divisie | 32         | 2          | 0     | 0     | 0              | 0              | 4      | 1      | 36     | 3      |
| 2018/19 | Go Ahead Eagles  | Eerste divisie | 33         | 7          | 2     | 0     | 0              | 0              | 4      | 2      | 39     | 9      |
| 2019/20 | Go Ahead Eagles  | Eerste divisie | 20         | 2          | 3     | 1     | 0              | 0              | 0      | 0      | 23     | 3      |
| 2020/21 | Go Ahead Eagles  | Eerste divisie | 28         | 5          | 2     | 1     | 0              | 0              | 0      | 0      | 30     | 6      |
| 2021/22 | FC Emmen         | Eerste divisie | 37         | 2          | 0     | 0     | 0              | 0              | 0      | 0      | 37     | 2      |
| 2022/23 | FC Emmen         | Eredivisie     | 25         | 3          | 1     | 0     | 0              | 0              | 4      | 0      | 30     | 3      |
| Totaal  | Totaal           | Totaal         | 304        | 34         | 19    | 2     | 0              | 0              | 18     | 3      | 341    | 39     |

## Privé
- Veldmate is de zoon van oud-voetballer Henk Veldmate en broer van voetballer Mark Veldmate.